# Nilothauma quatuorlobum
Nilothauma quatuorlobum är en tvåvingeart som beskrevs av Yan, Tang och Wang 2005. Nilothauma quatuorlobum ingår i släktet Nilothauma och familjen fjädermyggor. Inga underarter finns listade i Catalogue of Life.